# Chili aux Jeux olympiques d'été de 1960
L'équipe de chilienne olympique participe aux Jeux olympiques d'été de 1960 à Rome. Le pays n'y remporte aucune médaille. L'athlète Marlene Ahrens est la porte-drapeau d'une délégation chilienne comptant 9 sportifs (8 hommes et 1 femme).